# Олимпийская сборная Испании по футболу
Олимпийская сборная Испании по футболу (исп. Selección de fútbol sub-23 de España) — команда, представляющая Испанию на летних Олимпийских играх в дисциплине «футбол». В заявку сборной могут включаться игроки не старше 23 лет, за исключением трёх футболистов, которые могут быть старше этого возраста. Команда контролируется Королевской испанской футбольной федерацией. С 1992 года сборная 6 раз квалифицировалась в финальную стадию олимпийского турнира. Испания выиграла две золотые медали (1992 и 2024) и две серебряные медали (2000 и 2020).

## История

### Летние Олимпийские игры 1920–1988
В отличие от более поздних турниров, на летних Олимпийских играх раньше выступали взрослые или любительские команды. Первое участие Испании в Олимпийских играх было в Антверпене в 1920 году. В соревновании приняли участие четырнадцать команд, которые играли по системе с «выбыванием». Двенадцать команд играли между собой в первом раунде, после чего шесть победителей пар присоединялись к принимающей стране (Бельгии) и Франции в четвертьфинале. Чехословакия, участвовавшая в их первом международном турнире, вышла в финал, нанеся разгромные поражения Югославии (которая сыграла свой первый международный матч в турнире), Норвегии и Франции. Бельгия на пути к финалу обыграла талантливую Испанию, а затем Нидерланды. Бельгийцы взяла золотые медали после того, как чехословаки покинули поле на 40 минуте в знак протеста против предвзятого судейства и агрессивных действий болельщиков. Для определения второго и третьего места использовалась система Бергваля. Испанцы обыграли шведов (2:1) и итальянцев (2:0), и прошли в финал, где их уже ждали голландцы, которым не пришлось играть с чехословаками в полуфинале из-за их дисквалификации. В итоге Испания победила Нидерланды со счётом 3:1.
В 1924 году испанцы в первом круге уступили итальянцам (0:1) и вылетели c турнира.
На летних Олимпийских играх 1928 года в 1/8 финала Испания победила Мексику, но из-за травмы выбыл капитан Педро Вальяна. В четвертьфинале испанцы сыграли в ничью с итальянцами, а в переигровке крупно уступили им (1:7) и покинули турнир.
В следующий раз испанцы участвовали на Олимпийских играх в 1968 году в Мексике. Там сборная был представлена из молодёжи и дошла до четвертьфинала, где уступила стране-хозяйке.
В 1976 и 1980 годах Испания не смогла пройти групповую стадию, где в обоих розыгрышах главенствовали страны Восточной Европы.

### Дебют и золото на летних Олимпийских играх 1992 года
Футбольные соревнования на Летних Олимпийских играх 1992 года были первым соревнованием среди юношей до 23 лет. Испания автоматически квалифицировалась на турнире, потому что была страной-хозяйкой. В групповой стадии без поражений и без пропущенных голов испанцы вышли в плей-офф. В четвертьфинале были отдалены итальянцы (1:0), а в полуфинале переиграли ганских футболистов (2:0). В финале на последних минутах основного времени испанцы вырвали победу над поляками и взяли золотые медали.

### Летние Олимпийские игры 1996
Испания, которой руководил Хавьер Клементе, смогла квалифицироваться на следующие Олимпийские игры. "Красная фурия" не смогли повторить свой защитить титул и вылетели в четвертьфинале Аргентине, взявшей серебряные медали.

### Серебро на летних Олимпийских играх 2000 года
В 2000 году Испания прошла квалификацию в свой третий турнир подряд. Команда под руководством Иньяки Саэсы дошла до своего второго финала, но уступила там Камеруну. К перерыву между таймами испанцы вели со счётом 2:0, но все изменилось во второй половине, когда автогол Ивана Амайи и гол Самуэля Это'о пятью минутами позже сравняли счет (2:2). Матч перешёл в дополнительное время, а потом и настало время серии пенальти, в которой африканцы победили со счётом 5:3.

### Летние Олимпийские игры 2012 года
После восьми лет без участия, Испания прошла квалификацию на летние Олимпийские игры 2012 года после победы на молодёжном чемпионате Европы под руководствомЛуиса Мильи. На групповом этапе им предстояло сыграть против Японии, Марокко и Гондураса. Перед началом турнира Испания запланировала три товарищеских матча с командами, которые также попали на Олимпийские игры: первая была победа со счетом 3: 1 над Египтом, за ней последовало поражение 0:2 против Сенегала и победа над Мексикой со счетом 1:0. На Олимпийских играх Испания вылетела на групповом этапе после поражений со счетом 0:1 от Японии и от Гондураса. За этим последовала ничья 0:0 против Марокко, вынудившая Испанию покинуть турнир на стадии групповом этапе впервые без единого гола. На следующий день Луис Милья был уволен из молодежных сборных и заменен Юленом Лопетеги.

### Серебро на летних Олимпийских играх 2020 года
Испания прошла квалификацию на Олимпийские игры 2020 года после победы на молодёжном чемпионате Европы 2019. Шесть испанских игроков: Унаи Симон, Пау Торрес, Эрик Гарсия, Педри, Микель Оярсабаль и Дани Ольмо, которые участвовали на чемпионате Европы 2020, сыграли важную роль для Испании на Олимпийских играх под руководством тренера Луиса де ла Фуэнте. "Красная фурия" вышла в финал, где проиграла сборной Бразилии в дополнительное время со счётом 1:2.

## Рекордсмены
| № | Игрок               | Клуб(ы)                       | Год(а)    | Матчи |
| - | ------------------- | ----------------------------- | --------- | ----- |
| 1 | Луис Энрике         | Спортинг (Хихон), Реал Мадрид | 1991–1992 | 14    |
| 2 | Микель Ласа         | Реал Сосьедад, Реал Мадрид    | 1991–1992 | 13    |
| 3 | Абелардо            | Спортинг (Хихон)              | 1991–1992 | 12    |
|   | Хосеп Гвардиола     | Барселона                     | 1991–1992 | 12    |
|   | Кико                | Кадис                         | 1991–1992 | 12    |
|   | Роберто Солосабаль  | Атлетико Мадрид               | 1991–1992 | 12    |
| 7 | Альфонсо            | Реал Мадрид                   | 1991–1992 | 11    |
|   | Пако Солер          | Мальорка                      | 1991–1992 | 11    |
| 9 | Хоакин Алонсо       | Спортинг (Хихон)              | 1979–1982 | 8     |
|   | Хуан Мануэль Асенси | Эльче, Барселона              | 1969–1971 | 8     |
|   | Рафаэль Бергес      | Кордова, Тенерифе             | 1991–1992 | 8     |
|   | Тони                | Фигерас                       | 1992      | 8     |
|   | Антонио Пинилья     | Мальорка                      | 1991–1992 | 8     |

| № | Игрок            | Клуб(ы)                       | Год(а)    | Голы |
| - | ---------------- | ----------------------------- | --------- | ---- |
| 1 | Кико             | Кадис                         | 1991–1992 | 7    |
| 2 | Альфонсо         | Реал Мадрид                   | 1991–1992 | 6    |
| 3 | Абелардо         | Спортинг (Хихон)              | 1991–1992 | 5    |
| 4 | Рамон Васкез     | Севилья                       | 1987–1988 | 4    |
| 5 | Габри            | Барселона                     | 2000      | 3    |
|   | Луис Энрике      | Спортинг (Хихон), Реал Мадрид | 1991–1992 | 3    |
|   | Микель Оярсабаль | Реал Сосьедад                 | 2021      | 3    |
|   | Карлес Решак     | Кондал, Барселона             | 1967–1970 | 3    |
|   | Хосе Мари        | Милан                         | 2000      | 3    |
|   | Рафа Мир         | Вулверхэмптон Уондерерс       | 2021      | 3    |
|   | Вава             | Эльче                         | 1967      | 3    |

## Достижения

### Олимпийские игры
- Золотые медали: 1992, 2024
- Серебряные медали: 1920, 2000, 2020

## История выступления на международных турнирах

### Олимпийские игры
| Летние Олимпийские игры | Летние Олимпийские игры | Летние Олимпийские игры | Летние Олимпийские игры | Летние Олимпийские игры | Летние Олимпийские игры | Летние Олимпийские игры | Летние Олимпийские игры | Летние Олимпийские игры | Летние Олимпийские игры |                        |
| Год                     | Раунд                   | Место                   | М                       | В                       | Н                       | П                       | МЗ                      | МП                      | Состав                  |                        |
| ----------------------- | ----------------------- | ----------------------- | ----------------------- | ----------------------- | ----------------------- | ----------------------- | ----------------------- | ----------------------- | ----------------------- | ---------------------- |
| 1992                    | Чемпион                 | 1-е                     | 6                       | 6                       | 0                       | 0                       | 14                      | 2                       | Состав                  |                        |
| 1996                    | Четвертьфинал           | 5-е                     | 4                       | 2                       | 1                       | 1                       | 5                       | 7                       | Состав                  |                        |
| 2000                    | Финалист                | 2-е                     | 6                       | 4                       | 1                       | 1                       | 12                      | 6                       | Состав                  |                        |
| 2004                    | Не прошли квалификацию  | Не прошли квалификацию  | Не прошли квалификацию  | Не прошли квалификацию  | Не прошли квалификацию  | Не прошли квалификацию  | Не прошли квалификацию  | Не прошли квалификацию  | Не прошли квалификацию  | Не прошли квалификацию |
| 2008                    | Не прошли квалификацию  | Не прошли квалификацию  | Не прошли квалификацию  | Не прошли квалификацию  | Не прошли квалификацию  | Не прошли квалификацию  | Не прошли квалификацию  | Не прошли квалификацию  | Не прошли квалификацию  | Не прошли квалификацию |
| 2012                    | Групповая стадия        | 14-е                    | 3                       | 0                       | 1                       | 2                       | 0                       | 2                       | Состав                  |                        |
| 2016                    | Не прошли квалификацию  | Не прошли квалификацию  | Не прошли квалификацию  | Не прошли квалификацию  | Не прошли квалификацию  | Не прошли квалификацию  | Не прошли квалификацию  | Не прошли квалификацию  | Не прошли квалификацию  | Не прошли квалификацию |
| 2020                    | Финалист                | 2-е                     | 6                       | 3                       | 2                       | 1                       | 9                       | 5                       | Состав                  |                        |
| 2024                    | Чемпион                 | 1-е                     | 6                       | 5                       | 0                       | 1                       | 16                      | 8                       | Состав                  |                        |
| Итог                    | 6/9                     | 2 титула                | 31                      | 20                      | 5                       | 6                       | 56                      | 30                      | –                       |                        |

### Молодёжный чемпионат Европы
| Год  | Раунд                | М                    | В                    | Н                    | П                    | ГЗ                   | ГП                   |
| ---- | -------------------- | -------------------- | -------------------- | -------------------- | -------------------- | -------------------- | -------------------- |
| 1972 | Квалификация         | 2                    | 0                    | 1                    | 1                    | 2                    | 3                    |
| 1974 | Не принимала участие | Не принимала участие | Не принимала участие | Не принимала участие | Не принимала участие | Не принимала участие | Не принимала участие |
| 1976 | Не принимала участие | Не принимала участие | Не принимала участие | Не принимала участие | Не принимала участие | Не принимала участие | Не принимала участие |
| Итог | 0/3                  | 2                    | 0                    | 1                    | 1                    | 2                    | 3                    |

### Средиземноморские игры
| Средиземноморские игры | Средиземноморские игры | Средиземноморские игры | Средиземноморские игры | Средиземноморские игры | Средиземноморские игры | Средиземноморские игры | Средиземноморские игры | Средиземноморские игры |
| Год                    | Раунд                  | Место                  | М                      | В                      | Н                      | П                      | ГЗ                     | ГП                     |
| ---------------------- | ---------------------- | ---------------------- | ---------------------- | ---------------------- | ---------------------- | ---------------------- | ---------------------- | ---------------------- |
| 2005                   | Чемпион                | 1-е                    | 4                      | 3                      | 1                      | 0                      | 9                      | 1                      |
| Итог                   | 1 титул                | 1/1                    | 4                      | 3                      | 1                      | 0                      | 9                      | 1                      |